# F(x)
f(x)(한국어: 에프엑스)는 한국의 과거 SM 엔터테인먼트 소속의 대한민국 다국적 4인조 걸 그룹이다. 중국인 빅토리아, 미국인 엠버, 한국인 루나, 한국, 미국 복수국적 크리스탈로 이루어졌다. f(x)는 수학의 함수식으로, x의 값에 따라 결과가 변하는 수식처럼 멤버들의 다양한 재능과 매력을 바탕으로 다채로운 활동을 펼치겠다는 의미이다. 또한 "f"는 flower를, "x"는 여성 염색체 XX의 X를 따와 '여성을 연상케 하는 꽃'을 상징하고 있으며, 아시아 최고의 팝 댄스 그룹으로 성장하겠다는 목표로 활동하고 있다.
에프엑스는 2009년 9월 5일 디지털 싱글 《라차타 (LA chA TA)》로 데뷔하였으며, 같은 해 11월 4일 싱글 《Chu~♡》를 발매하였다. 2010년 5월 3일에는 첫 EP 음반 《NU 예삐오》를 발매하였는데 특이한 일렉트로 사운드로 비평가들로부터 긍정적인 평가를 받았고, 2011년 4월 20일에는 첫 정규 음반 《피노키오》를 발매하고 활동하며 처음으로 1위에 오르는 등 큰 상업적 성과를 얻었다. 2012년 6월 10일 두 번째 EP 음반 《Electric Shock》를 발매했고, 2013년 7월 29일 두 번째 정규 음반 《Pink Tape》를 발매하였다. 2014년 7월 7일에는 세 번째 정규 음반 《Red Light》를 발매해 활동했다. 2015년 8월 7일 공식적으로 설리가 그룹에서 탈퇴하면서 4인조로 재편성되었고, 2015년 10월 27일 1년 4개월만에 네 번째 정규 음반이자 사실상 마지막 앨범 《4 Walls》를 발매하여 활동했다.
현재는 멤버들은 SM ENT와의 계약이 만료되어 독자적인 활동하고 있다.

## 활동

### 2009–10: 데뷔, 라차타ᆞ츄ㆍNU ABO

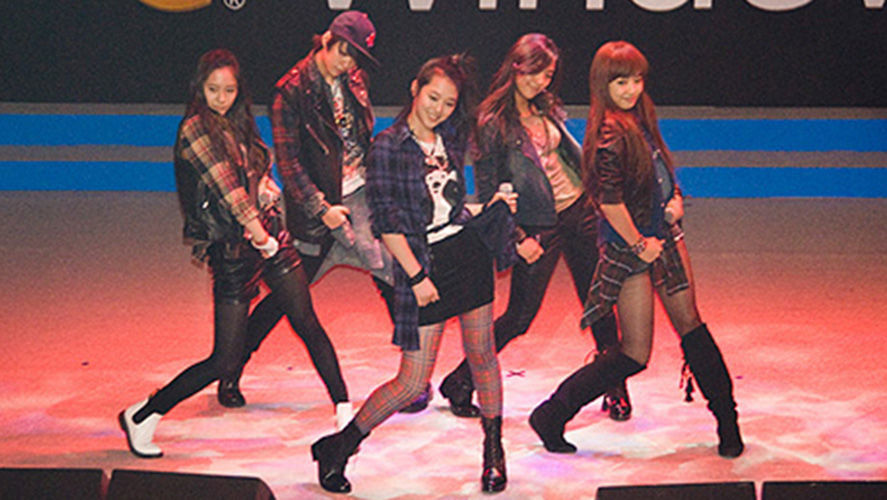
2009년 윈도우 7 행사장에서 〈라차타 (LA chA TA)〉 공연 중인 f(x).

에프엑스는 데뷔 전부터 화제였는데, 다국적 그룹에 걸맞게 5명의 멤버 중 3명이 외국인으로 이루어져 있기 때문이었다. 2009년 8월 24일 f(x)는 그룹의 멤버들과 일부 정보를 공개하며 데뷔를 알렸다. 멤버 중 크리스탈은 걸그룹 소녀시대 출신 제시카의 친 여동생으로 많은 화제가 되었고 빅토리아는 중국 출신으로 데뷔 전 SM 소속 가수들의 뮤직비디오에 출연했다. 또한 설리는 데뷔 전 드라마 《서동요》에서 어린 선화공주 역으로 출연했었고, 그 후 SM과 계약을 맺고 다수 연기 활동을 한 뒤 연습생이 되어 활동을 했다.
이후 2009년 9월 1일 에프엑스는 디지털 싱글 음반 〈라차타 (LA chA TA)〉를 발매해 데뷔를 하게 된다. 〈라차타〉는 켄지의 작품으로 9월 2일 쇼케이스를 펼쳤고, 같은 날 뮤직비디오를 공개했다. 4일 후인 9월 5일 MBC 《쇼! 음악중심》을 통해 첫 방송 무대 데뷔를 치렀는데, 신인 답지 않은 모습으로 많은 평을 들었다. 〈라차타〉는 가온 디지털 차트 117위에 올랐다. 한편, 에프엑스는 데뷔 초 SM 걸그룹이란 특징으로 소녀시대와 비교가 되기도 했다. 소녀시대의 멤버 제시카는 인터뷰 중 "소녀시대와 에프엑스의 매력은 분명 다르다"며 차이점이 있음을 말했다. 2009년 10월에는 LG전자 싸이언의 핸드폰 LG 뉴 초콜릿 프로모션의 일환으로 소녀시대와 에프엑스가 모델로 선정 돼 10월 8일 디지털 싱글 "Chocolate Love"를 발매했다. 같은 해 11월 4일 세 개의 새로운 노래가 수록된 싱글 음반 〈Chu~♡〉를 발매해 컴백했다. 이 곡은 차트에서 중위권 정도를 유지했으며 가온 디지털 차트 28위, 앨범 판매차트는 84위에 진입했다. "Chu~♡"의 활동 중 멤버 크리스탈, 설리, 엠버가 신종 플루에 걸려 활동을 잠시 중단하기도 했지만 2009년 11월 30일 제17회 《대한민국 문화연예대상》신인상을 수상하며 활동을 재개했다. 2010년 1월이 되자 프랑스 깐느에서 열리는 《국제음악전시회 미뎀 2010-K-Pop Night》에 에픽하이와 함께 공연을 펼쳤다.
2010년 5월 3일 에프엑스의 첫 EP 음반 《NU ABO》를 발매되었다. NU ABO의 뜻은 New와 혈액형을 가리키는 ABO를 합성한 신조어로 강한 자기 세계와 독특한 관점, 성격, 취향을 가진 새로운 세대를 존재하지 않는 새 혈액형의 출현에 빗대어 표현한 것이다. 〈NU ABO〉는 일부 실시간 음원 차트에서 처음으로 1위를 차지했고, 가온 스트리밍 차트 5위에 진입했다. 또한 《NU ABO》는 27,000장을 판매했다. 한편, 에프엑스는 《NU ABO》 활동을 기점으로 멤버들의 개인 활동을 시작했는데, 크리스탈은 MBC 일일시트콤 《볼수록 애교만점》에 출연해 배우 데뷔를 했다. 빅토리아는 《우리 결혼했어요》와 KBS《청춘불패》에 고정 출연을 했고, 개인 활동이 없던 엠버도 《청춘불패 시즌 2》에 고정 출연하였다. 이 외에 설리는 《인기가요》의 MC를 맡아 진행했으며, 멤버 모두가 여러 예능과 드라마에 카메오 출연했다.

### 2011–12: 피노키오, Hot Summer, Electric Shock

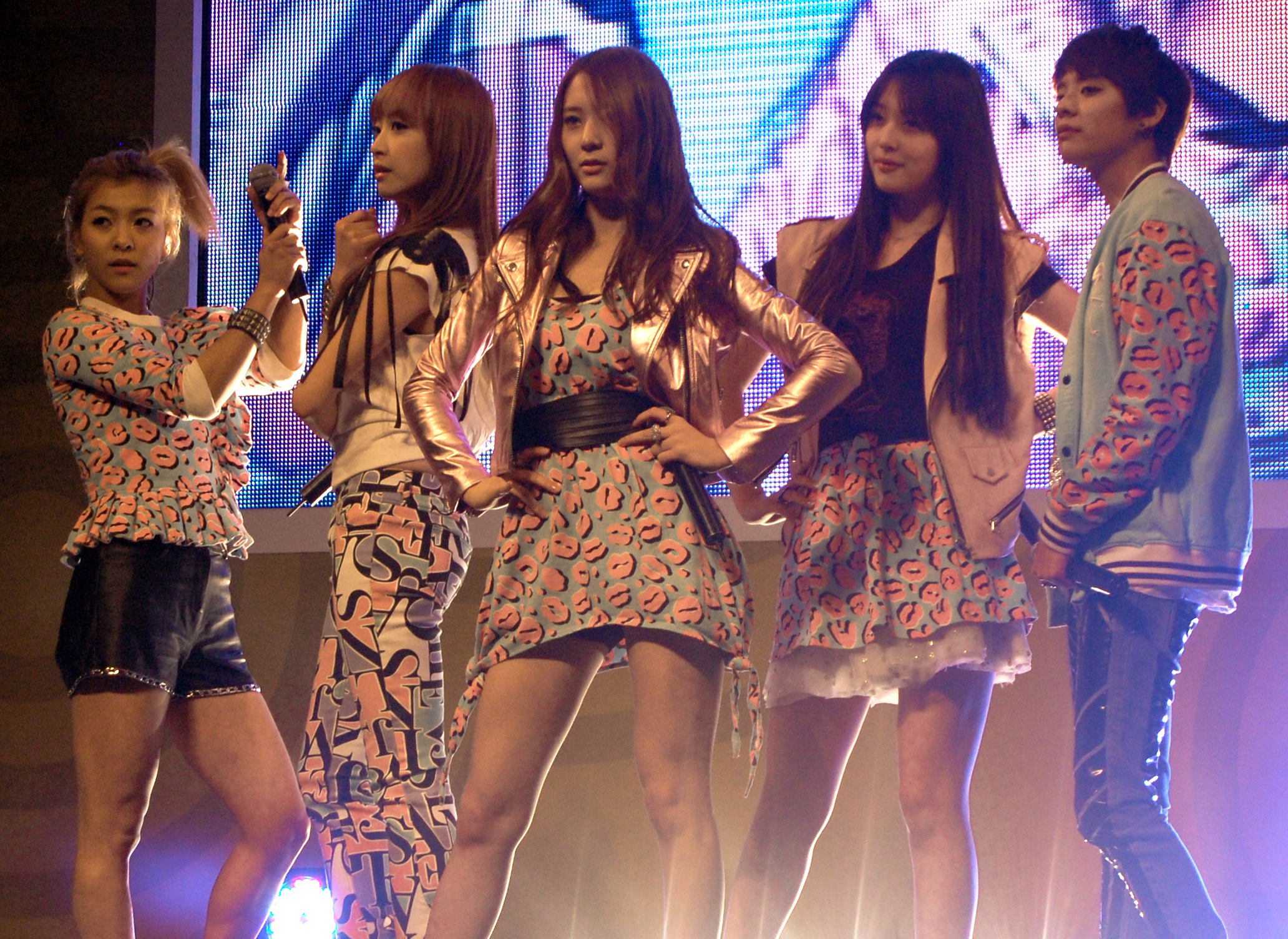
2011년 12월 19일 해외문화홍보원 개원 40주년 기념식에서 f(x).

에프엑스는 정규 음반으로 컴백한다고 알리며, 2011년 4월 7일부터 크리스탈, 엠버, 설리, 빅토리아 그리고 루나 순으로 티저 사진을 공개했다. 2011년 4월 18일 타이틀 곡인 〈피노키오 (Danger)〉의 음원을 공개했고, 4월 20일 첫 번째 정규 음반 《피노키오》를 발매했다. 이틀 후인 22일 《뮤직뱅크》를 시작으로 방송 활동을 시작했다. 〈피노키오 (Danger)〉는 《뮤직뱅크》, 《SBS 인기가요》와 같은 음악 프로그램 차트를 비롯해 가온 디지털 차트에서도 1위에 올랐다. 첫 정규 앨범 활동을 끝낸 뒤, 2011년 6월 14일 리패키지 앨범 《Hot Summer》를 발매했고, 3일 뒤 《뮤직뱅크》에 컴백하며 활동을 재개하였다. 타이틀곡 "Hot Summer"는 가온 디지털 차트 4위에 오르는 등 여러 차트에서 상위권에 진입했다. 첫 정규 앨범 《피노키오》는 58,000만 장의 판매고를 올렸고, 리패키지 앨범 《Hot Summer》는 32,000만 장을 판매하면서 총판 90,000장을 기록했다.
에프엑스는 2012년 6월 5일 공식홈페이지를 통해 컴백 소식을 알렸고, 곧 이어 2012년 6월 10일 에프엑스는 그간 해왔던 음악들과 마찬가지로 실험적인 사운드와 멤버들의 개성있는 컨셉으로 이루어진 두 번째 미니 앨범 《Electric Shock》를 발매했다. 인터넷에서 6월 10일에 공개되었고, 오프라인은 13일에 발매되었다. 그리고 6월 12일 공식 유튜브와 홈페이지를 통해 뮤직비디오를 공개했다. 뮤직비디오는 유튜브에서 하루도 지나지않아 조회수 100만 건을 돌파했고, 뮤직비디오 공개 6일이 지난 이후인 6월 20일 소녀시대의 "The Boys"에 이어 두 번째로 1,000만 건의 조회수를 돌파했다. 한편, 8월에는 일본어 버전의 "Hot Summer" 뮤직비디오를 공개하며 일본 데뷔를 알렸다.

### 2013–14: Pink Tape, Red Light, 설리 활동 중단
2013년, 2번째 정규앨범 Pink Tape를 발매하였다.타이틀곡 첫사랑니로 활동하면서, 테니스 스커트를 유행시키는 큰 성과를 거두었다. 2014년, 크리스탈, 설리, 빅토리아, 메텔, 루나, 엠버 순으로 Red Light 티저 이미지 13장을 공개하고 순차적으로 뮤직비디오 티저 영상, 하이라이트 메들리를 공개하였다. 7월 7일,총 11곡이 담긴 음반, 음원을 공개하자마자 각종 음원, 음반차트를 석권하였고 YouTube에선 22시간만에 조회수 200만건을 기록하고, 포털사이트에선 하루만에 뮤직비디오가 약 180만 뷰를 돌파하였다. 위 레드라이트는 2014년 가온차트 기준, 총판 84,600 장 이상의 판매량을 보였다. 7월 3째주 케이블, 지상파 음악방송에서 모두 1위를 석권하였지만(케이블 SBS MTV 더쇼 제외), 설리의 '악성 댓글', '2인조 힙합그룹 다이나믹 듀오의 멤버 최자와의 열애설'으로 정신적 충격으로 인한 무기한 활동중단으로 3주만에 Red Light 활동의 막을 내리게 되었다.

### 2015-16: 설리의 탈퇴 그리고 4인조 체제의 시작, 4 Walls, Dimension 4-Docking Station
지난 2014년 7월 'Red light' 활동 당시 다이나믹 듀오의 최자와의 열애설과 악성 댓글으로 인한 심리적 고통으로 잠시 활동을 중단하고 연예계를 떠났던 설리는, 2015년 8월 7일 SM엔터테인먼트와의 협의 끝에 f(x)를 탈퇴하고 연기자로 전향해 연기에 집중하겠다고 밝혔다. 이로써 f(x)는 데뷔 6년만에 5인조에서 1명이 축소되어 4인조로 바뀌게 되었다.
2015년 10월 27일 1년 3개월 만에 컴백을 알렸다. 빅토리아, 루나, 크리스탈, 엠버 순으로 4 Walls 티저 이미지를 공개하고 순차적으로 뮤직비디오 티저 영상을 공개하였다. 2015년 12월 15일에 디지털싱글 'Winter Garden#1'을 발매했다.
2016년 1월 29일부터 1월 31일까지 f(x) the 1st concert DIMENSION 4 – Docking Station을 올림픽공원 올림픽홀에서 개최하였다.
2016년 9월에는 멤버들이 SM ENT와의 재계약이 체결하면서 개인 활동이 시작했다.

### 2017-21: 개인 활동과 장기간 공백기 그리고 각자의 길로 가다
멤버들은 SM ENT와의 재계약 이후 2015년 11월 정규앨범 4집 타이틀곡 4 Walls 발매 이후에도 그룹 활동을 최소화하고 개인 활동에 힘 쓰고 있다. 팀이 해체한 것은 아니고, 좋은 곡을 만난다면 그룹 활동을 할 계획였지만 팀 활동 공백기는 장기화가 되어서 팬들은 SM ENT에게 향한 불만과 불신은 쌓이고 원망을 했지만 2019년 8월에는 일본 도쿄에서 열린 SMTOWN LIVE 2019 IN TOKYO 투어에서 3년 만에 셋 이상의 그룹 활동이 있었는데, 중국에서 활동 중인 리더이자 맏언니 빅토리아를 제외한 나머지 멤버 3명이 참여했지만 이것이 전속계약 만료 전의 마지막 무대가 되었으며 그로부터 한달 후에는 제일 먼저 2019년 9월 1일, 엠버가 SM 엔터테인먼트와의 계약이 만료되었다. 그로부터 4일 후에는 2019년 9월 5일, 루나가 SM 엔터테인먼트와의 계약이 만료되었다. 같은 날에는 리더 빅토리아는 자신의 SNS에서 통해 대한민국 SM 엔터테인먼트와의 전속계약이 종료했지만 협업관계는 계속해서 유지해나갈 것이라고 밝혔지만 2021년 4월 결국 SM ENT와의 협력 관계는 종료되어서 이후 중국으로 돌아갔다. 크리스탈은 SM 엔터테인먼트에서 재계약 잔여 기간이 남아 있다가, 2020년 8월 말에 재계약 기간이 종료하면서 SM 엔터테인먼트를 떠나면서 사실상 연기자로 전향했다. 에프엑스 멤버들은 독자적인 길로 나갔으며 사실상 팀은 해체하게 된다.

## 이전 구성원
| 이름     | 소개 |
| -------- | --- |
| 빅토리아 | - 본명: 쑹첸 (중국어: 宋茜, 한자음: 송천) - 생년월일: 1987년 2월 2일(38세) - 출생지: 중화인민공화국 산둥 성 - 활동기간: 2009년 9월 5일 ~ 2021년 4월 9일                                                                                 |
| 엠버     | - 본명: Amber Josephine Liu (엠버 조세핀 리우) - 중국어 이름 : 류이윈 (중국어 간체자: 刘逸云, 정체자: 劉逸雲, 한자음: 유일운) - 생년월일: 1992년 9월 18일(32세) - 출생지: 미국 로스앤젤레스 - 활동기간: 2009년 9월 5일 ~ 2021년 4월 9일 |
| 루나     | - 본명: 박선영 (朴善英) - 생년월일: 1993년 8월 12일(31세) - 출생지: 대한민국 서울특별시 - 활동기간: 2009년 9월 5일 ~ 2021년 4월 9일 |
| 크리스탈 | - 본명: 정수정 (鄭秀晶) - 생년월일: 1994년 10월 24일(30세) - 출생지: 미국 샌프란시스코 - 활동기간: 2009년 9월 5일 ~ 2021년 4월 9일 |
| 설리     | - 본명: 최진리 (崔眞理) - 생년월일: 1994년 3월 29일 - 출생지: 대한민국 부산광역시 - 사망일: 2019년 10월 14일(25세) - 사망지: 대한민국 경기도 성남시 - 활동기간: 2009년 9월 5일 ~ 2015년 8월 7일                                         |

## 음반 외 활동
| 연도 | 제목                                       | 역할 | 비고             |
| ---- | ------------------------------------------ | ---- | ---------------- |
| 2012 | 《I AM.》                                  | 본인 | 다큐 멘터리 영화 |
| 2012 | 《SM타운 라이브 인 도쿄 스페셜 에디션 3D》 | 본인 | 콘서트 영화      |
| 2015 | 《SMTOWN THE STAGE》                       | 본인 | 다큐 멘터리 영화 |

| 연도    | 제목                  | 역할 | 비고              |
| ------- | --------------------- | ---- | ----------------- |
| 2010    | 《Hello f(x)》        |      | 리얼리티 프로그램 |
| 2010~11 | 《f(x)의 코알라》     |      | 리얼리티 프로그램 |
| 2013    | 《어메이징 에프엑스》 |      | 리얼리티 프로그램 |
| 2013    | 《Go! f(x)》          |      | 리얼리티 프로그램 |
| 2015    | 《f(x)=1 cm》         |      | 리얼리티 프로그램 |

## 홍보대사
- 2009년 대한민국 약속재단 홍보대사
- 2009년 한국걸스카우트 홍보대사
- 2010년 국군방송 프렌즈FM 홍보대사
- 2010년 제3회 세계인의 날 홍보대사
- 2010년 대한적십자사 헌혈 홍보대사
- 2012년 대한민국 전의경 홍보대사 (크리스탈)
- 2012년 런던 하계 패럴림픽 홍보대사 (크리스탈)
- 2013년 한국공인회계사회 홍보대사 (루나)